# Стара Бистрица
Стара Бистрица (слч. Stará Bystrica) насељено је мјесто са административним статусом сеоске општине (слч. obec) у округу Чадца, у Жилинском крају, Словачка Република.

## Становништво
| Година:    | 1994. | 2004.   | 2014.   | 2024.   |
| ---------- | ----- | ------- | ------- | ------- |
| Број људи: | 2616  | 2679    | 2740    | 2817    |
| Разлика:   |       | +2,40 % | +2,27 % | +2,81 % |

| Година:    | 2023. | 2024.   |
| ---------- | ----- | ------- |
| Број људи: | 2814  | 2817    |
| Разлика:   |       | +0,10 % |

Према подацима о броју становника из 2011. године насеље је имало 2.717 становника.